# Rupert Stettner
Rupert Matthäus Stettner (* 25. Juli 1945 in Passau) ist ein deutscher Jurist, Professor für Öffentliches Recht und ehemaliger Rektor der Hochschule für Politik München.

## Leben
Stettner promovierte 1973 bei Peter Lerche an der Universität München mit der Dissertation Artikel 18 Grundgesetz und das strafrechtliche Berufsverbot. Anschließend war er von 1973 bis 1982 wissenschaftlicher Assistent an der Universität Augsburg, an der er sich 1982 mit der Arbeit Grundfragen einer Kompetenzlehre habilitierte.
Von 1983 bis 1995 arbeitete Stettner als Professor für Öffentliches Recht an der Universität Bamberg, von 1995 bis zu seiner Emeritierung 2010 war er Professor für Öffentliches Recht, vor allem Staats- und Verwaltungsrecht, an der Universität der Bundeswehr München. 2005 wurde Rupert Stettner zum Prorektor der Hochschule für Politik München gewählt, im Juli 2010 zum Rektor.
Er ist Mitglied im Beirat der Akademie für Politische Bildung Tutzing.